# Seznam katastrálních území v okrese Ústí nad Orlicí
V této tabulce je uveden kompletní výčet katastrálních území Okresu Ústí nad Orlicí, včetně rozlohy a sídel, které na nich leží.
| Název KÚ                        | Sídla                                                                            | Obec                 | km2   |
| ------------------------------- | -------------------------------------------------------------------------------- | -------------------- | ----- |
| A                               | A                                                                                | A                    |       |
| Albrechtice u Lanškrouna        | Albrechtice                                                                      | Albrechtice          | 10,07 |
| Anenská Studánka                | Anenská Studánka                                                                 | Anenská Studánka     | 4,52  |
| Běstovice                       | Běstovice                                                                        | Běstovice            | 4,19  |
| Bílá Voda                       | Bílá Voda                                                                        | Červená Voda         | 5,88  |
| Bohousová                       | Bohousová                                                                        | Záchlumí             | 4,98  |
| Bošín u Chocně                  | Bošín                                                                            | Bošín                | 2,52  |
| Brandýs nad Orlicí              | Brandýs nad Orlicí                                                               | Brandýs nad Orlicí   | 4,34  |
| Brteč                           | Brteč                                                                            | Vysoké Mýto          | 2,85  |
| Bučina                          | Bučina                                                                           | Bučina               | 3,83  |
| Bystřec                         | Bystřec                                                                          | Bystřec              | 18,13 |
| Celné                           | Celné                                                                            | Těchonín             | 3,12  |
| Cotkytle                        | Cotkytle, Janoušov                                                               | Cotkytle             | 12,25 |
| Čenkovice                       | Čenkovice                                                                        | Čenkovice            | 5,97  |
| Černovír u Ústí nad Orlicí      | Černovír                                                                         | Ústí nad Orlicí      | 2,6   |
| Červená                         | Červená                                                                          | Letohrad             | 2,72  |
| Červená Voda                    | Červená Voda                                                                     | Červená Voda         | 13,63 |
| Červený Potok                   | Červený Potok, Horní Hedeč                                                       | Králíky              | 5,05  |
| Česká Rybná u Žamberka          | Česká Rybná                                                                      | Česká Rybná          | 8,08  |
| Česká Třebová                   | Česká Třebová                                                                    | Česká Třebová        | 15,89 |
| České Heřmanice                 | Borová, České Heřmanice, Netřeby                                                 | České Heřmanice      | 7,43  |
| České Libchavy                  | České Libchavy                                                                   | České Libchavy       | 8,72  |
| České Petrovice                 | České Petrovice                                                                  | České Petrovice      | 6,27  |
| Damníkov                        | Damníkov                                                                         | Damníkov             | 12,72 |
| Dlouhá Třebová                  | Dlouhá Třebová                                                                   | Dlouhá Třebová       | 10,44 |
| Dlouhoňovice                    | Dlouhoňovice                                                                     | Dlouhoňovice         | 3,9   |
| Dobrá Voda u Orlického Podhůří  | Dobrá Voda                                                                       | Orlické Podhůří      | 2,8   |
| Dobříkov                        | Dobříkov                                                                         | Dobříkov             | 5,51  |
| Dolní Boříkovice                | Dolní Boříkovice, Horní Boříkovice                                               | Králíky              | 10,23 |
| Dolní Čermná                    | Dolní Čermná                                                                     | Dolní Čermná         | 11,47 |
| Dolní Dobrouč                   | Dolní Dobrouč                                                                    | Dolní Dobrouč        | 16,62 |
| Dolní Hedeč                     | Dolní Hedeč, Kopeček                                                             | Králíky              | 3,83  |
| Dolní Heřmanice v Čechách       | Dolní Heřmanice                                                                  | Horní Heřmanice      | 6,24  |
| Dolní Houžovec                  | Dolní Houžovec                                                                   | Ústí nad Orlicí      | 4,48  |
| Dolní Libchavy                  | Dolní Libchavy                                                                   | Libchavy             | 13,44 |
| Dolní Lipka                     | Dolní Lipka                                                                      | Králíky              | 4,2   |
| Dolní Morava                    | Dolní Morava                                                                     | Dolní Morava         | 3,65  |
| Dolní Orlice                    | Dolní Orlice                                                                     | Červená Voda         | 5,32  |
| Dolní Třešňovec                 | Dolní Třešňovec                                                                  | Lanškroun            | 6,38  |
| Domoradice                      | Domoradice                                                                       | Vysoké Mýto          | 1,99  |
| Doubravice u Leštiny            | Doubravice, Dvořiště                                                             | Leština              | 4,03  |
| Dvořisko                        | Dvořisko, Podrážek                                                               | Choceň               | 2,2   |
| Džbánov u Litomyšle             | Džbánov                                                                          | Voděrady             | 2,56  |
| Džbánov u Vysokého Mýta         | Džbánov                                                                          | Džbánov              | 6,59  |
| Gerhartice                      | Kerhartice                                                                       | Ústí nad Orlicí      | 1,84  |
| Hejnice u Žamberka              | Hejnice, Křížánky                                                                | Hejnice              | 4,83  |
| Helvíkov                        | Helvíkov                                                                         | Anenská Studánka     | 3,39  |
| Helvíkovice                     | Helvíkovice, Houkov                                                              | Helvíkovice          | 10,73 |
| Hemže                           | Březenice, Hemže                                                                 | Choceň               | 1,19  |
| Herbortice                      | Herbortice                                                                       | Cotkytle             | 3,99  |
| Heřmanice u Králík              | Heřmanice                                                                        | Králíky              | 5,56  |
| Hnátnice                        | Hnátnice                                                                         | Hnátnice             | 11,31 |
| Horní Čermná                    | Horní Čermná                                                                     | Horní Čermná         | 9,17  |
| Horní Dobrouč                   | Horní Dobrouč                                                                    | Dolní Dobrouč        | 10,15 |
| Horní Heřmanice v Čechách       | Horní Heřmanice                                                                  | Horní Heřmanice      | 7,85  |
| Horní Houžovec                  | Horní Houžovec                                                                   | Ústí nad Orlicí      | 4,06  |
| Horní Libchavy                  | Horní Libchavy                                                                   | Libchavy             | 6,14  |
| Horní Lipka                     | Horní Lipka                                                                      | Králíky              | 6,7   |
| Horní Morava                    | Horní Morava                                                                     | Dolní Morava         | 11,1  |
| Horní Orlice                    | Horní Orlice                                                                     | Červená Voda         | 6,62  |
| Horní Třešňovec                 | Horní Třešňovec                                                                  | Horní Třešňovec      | 9,79  |
| Hrádek u Jehnědí                | Hrádek                                                                           | Hrádek               | 0,99  |
| Hrušová                         | Hrušová                                                                          | Hrušová              | 6,08  |
| Hylváty                         | Hylváty                                                                          | Ústí nad Orlicí      | 6,12  |
| Choceň                          | Choceň                                                                           | Choceň               | 14,81 |
| Chotěšiny                       | Chotěšiny                                                                        | České Heřmanice      | 2,54  |
| Jablonné nad Orlicí             | Jablonné nad Orlicí                                                              | Jablonné nad Orlicí  | 4,38  |
| Jakubovice                      | Jakubovice                                                                       | Dolní Čermná         | 3,52  |
| Jamné nad Orlicí                | Jamné nad Orlicí                                                                 | Jamné nad Orlicí     | 10,59 |
| Janovičky u Zámrsku             | Janovičky                                                                        | Zámrsk               | 2,04  |
| Javorníček                      | Javorníček                                                                       | Libecina             | 0,85  |
| Javorník u Vysokého Mýta        | Javorník, Vysoká                                                                 | Javorník             | 5,49  |
| Jehnědí                         | Jehnědí                                                                          | Jehnědí              | 5,74  |
| Kameničná                       | Kameničná                                                                        | Kameničná            | 5,85  |
| Kerhartice nad Orlicí           | Kerhartice, Ústí nad Orlicí                                                      | Ústí nad Orlicí      | 2,68  |
| Klášterec nad Orlicí            | Čihák, Jedlina, Klášterec nad Orlicí, Lhotka, Zbudov                             | Klášterec nad Orlicí | 17,91 |
| Knapovec                        | Knapovec                                                                         | Ústí nad Orlicí      | 6,95  |
| Koburk                          | Koburk                                                                           | Výprachtice          | 1,77  |
| Koldín                          | Hradiště, Koldín                                                                 | Koldín               | 6,34  |
| Kosořín                         | Kosořín                                                                          | Kosořín              | 1,75  |
| Kozlov u České Třebové          | Kozlov                                                                           | Česká Třebová        | 3,03  |
| Králíky                         | Králíky                                                                          | Králíky              | 10,68 |
| Krasíkov                        | Krasíkov                                                                         | Krasíkov             | 5,11  |
| Kunčice u Letohradu             | Kunčice                                                                          | Letohrad             | 7,47  |
| Kunvald                         | Bubnov, Končiny, Kunačice, Kunvald, Záhory, Zaječiny                             | Kunvald              | 29,21 |
| Květná u Lukové                 | Květná                                                                           | Luková               | 1,8   |
| Lanškroun                       | Lanškroun-Vnitřní Město, Ostrovské Předměstí, Žichlínské Předměstí               | Lanškroun            | 14,27 |
| Lanšperk                        | Lanšperk                                                                         | Dolní Dobrouč        | 3,95  |
| Leština                         | Leština                                                                          | Leština              | 4,92  |
| Letohrad                        | Letohrad                                                                         | Letohrad             | 4,41  |
| Lhotka u České Třebové          | Lhotka                                                                           | Česká Třebová        | 4,9   |
| Lhůta u Vysokého Mýta           | Knířov, Lhůta                                                                    | Vysoké Mýto          | 4,14  |
| Libecina                        | Libecina                                                                         | Libecina             | 3,97  |
| Lichkov                         | Lichkov                                                                          | Lichkov              | 9,13  |
| Líšnice                         | Líšnice                                                                          | Líšnice              | 11,5  |
| Litice nad Orlicí               | Litice nad Orlicí                                                                | Záchlumí             | 2,82  |
| Loučky                          | Loučky                                                                           | Svatý Jiří           | 1,8   |
| Lubník                          | Lubník                                                                           | Lubník               | 5,08  |
| Lukavice v Čechách              | Lukavice                                                                         | Lukavice             | 11,01 |
| Luková                          | Luková                                                                           | Luková               | 12,79 |
| Mezilesí u Lanškrouna           | Mezilesí                                                                         | Cotkytle             | 2,4   |
| Mistrovice nad Orlicí           | Mistrovice                                                                       | Mistrovice           | 4,61  |
| Mladkov                         | Dolany, Mladkov                                                                  | Mladkov              | 6,69  |
| Mlýnice u Červené Vody          | Mlýnice                                                                          | Červená Voda         | 1,31  |
| Mlýnický Dvůr                   | Mlýnický Dvůr                                                                    | Červená Voda         | 5,18  |
| Mokrá Lhota                     | Mokrá Lhota, Rybníček                                                            | Nové Hrady           | 2,21  |
| Moravský Karlov                 | Moravský Karlov                                                                  | Červená Voda         | 6,83  |
| Mostek nad Orlicí               | Mostek, Sudličkova Lhota                                                         | Mostek               | 4,69  |
| Nasavrky u Chocně               | Nasavrky                                                                         | Nasavrky             | 1,33  |
| Nekoř                           | Bredůvka, Nekoř, Údolí                                                           | Nekoř                | 10,95 |
| Němčí                           | Němčí, Olešná                                                                    | Podlesí              | 2,53  |
| Nepomuky                        | Nepomuky                                                                         | Horní Čermná         | 8,49  |
| Nořín                           | Nořín                                                                            | Zálší                | 2,26  |
| Nové Hrady u Skutče             | Nové Hrady                                                                       | Nové Hrady           | 4,52  |
| Oldřichovice u Ústí nad Orlicí  | Oldřichovice                                                                     | Ústí nad Orlicí      | 1,43  |
| Orlice                          | Orlice                                                                           | Letohrad             | 8,94  |
| Orličky                         | Orličky                                                                          | Orličky              | 8,64  |
| Ostrov u Lanškrouna             | Ostrov                                                                           | Ostrov               | 18,49 |
| Oucmanice                       | Oucmanice                                                                        | Oucmanice            | 3,65  |
| Parník                          | Parník                                                                           | Česká Třebová        | 6,77  |
| Pastviny u Klášterce nad Orlicí | Pastviny                                                                         | Pastviny             | 8,35  |
| Pěšice                          | Pěšice                                                                           | Řepníky              | 2,28  |
| Petrovice u Lanškrouna          | Petrovice                                                                        | Petrovice            | 2,63  |
| Petrovičky u Mladkova           | Petrovičky                                                                       | Mladkov              | 3,11  |
| Písečná u Žamberka              | Písečná                                                                          | Písečná              | 8,83  |
| Plchovice                       | Plchovice, Smetana                                                               | Plchovice            | 2,88  |
| Plchůvky                        | Nová Ves, Plchůvky                                                               | Choceň               | 3,49  |
| Podhořany u Nových Hradů        | Podhořany u Nových Hradů                                                         | Leština              | 1,77  |
| Popovec u Řepníků               | Popovec                                                                          | Řepníky              | 1,82  |
| Prostřední Libchavy             | Horní Libchavy                                                                   | Libchavy             | 2,54  |
| Prostřední Lipka                | Prostřední Lipka                                                                 | Králíky              | 6,56  |
| Přívrat                         | Přívrat                                                                          | Přívrat              | 7,3   |
| Pustina                         | Pustina                                                                          | Pustina              | 2,83  |
| Radhošť                         | Radhošť                                                                          | Radhošť              | 3,29  |
| Rudoltice u Lanškrouna          | Rudoltice                                                                        | Rudoltice            | 15,92 |
| Rviště                          | Kaliště, Perná, Rozsocha, Rviště                                                 | Orlické Podhůří      | 7,27  |
| Rybník u České Třebové          | Rybník                                                                           | Rybník               | 11,13 |
| Rýdrovice                       | Rýdrovice                                                                        | Horní Heřmanice      | 1,64  |
| Rzy                             | Rzy                                                                              | Dobříkov             | 3,02  |
| Řepníky                         | Řepníky                                                                          | Řepníky              | 6,86  |
| Řetová                          | Řetová                                                                           | Řetová               | 8,49  |
| Řetůvka                         | Řetůvka                                                                          | Řetůvka              | 4,23  |
| Říčky u Orlického Podhůří       | Říčky                                                                            | Orlické Podhůří      | 3,45  |
| Sázava u Lanškrouna             | Sázava                                                                           | Sázava               | 5,66  |
| Seč u Brandýsa nad Orlicí       | Seč                                                                              | Seč                  | 2,43  |
| Sedlec u Vraclavi               | Sedlec                                                                           | Vraclav              | 4,15  |
| Sedlíšťka                       | Sedlíšťka                                                                        | Radhošť              | 1,52  |
| Semanín                         | Semanín                                                                          | Semanín              | 8,8   |
| Skořenice                       | Skořenice                                                                        | Skořenice            | 4,45  |
| Skuhrov u České Třebové         | Skuhrov                                                                          | Česká Třebová        | 7,28  |
| Slatina u Vysokého Mýta         | Slatina                                                                          | Slatina              | 4,29  |
| Sobkovice                       | Sobkovice                                                                        | Sobkovice            | 3,66  |
| Sopotnice                       | Sopotnice                                                                        | Sopotnice            | 13,57 |
| Sruby                           | Hluboká, Sruby                                                                   | Sruby                | 6,89  |
| Stradouň                        | Stradouň                                                                         | Stradouň             | 5,14  |
| Strážná                         | Strážná                                                                          | Strážná              | 10,64 |
| Stříhanov                       | Stříhanov                                                                        | Zádolí               | 2,08  |
| Studené                         | Bořitov, Studené                                                                 | Studené              | 5,42  |
| Sudislav nad Orlicí             | Orlík, Sudislav nad Orlicí                                                       | Sudislav nad Orlicí  | 6,43  |
| Sudslava                        | Sudslava                                                                         | Sudslava             | 4,41  |
| Svařeň                          | Svařeň                                                                           | Vysoké Mýto          | 3,35  |
| Svatý Jiří                      | Sítiny, Svatý Jiří                                                               | Svatý Jiří           | 2,58  |
| Svinná u České Třebové          | Svinná                                                                           | Česká Třebová        | 3,12  |
| Šanov u Červené Vody            | Šanov                                                                            | Červená Voda         | 2,61  |
| Šedivec                         | Šedivec                                                                          | Šedivec              | 3,88  |
| Tatenice                        | Tatenice                                                                         | Tatenice             | 26,84 |
| Těchonín                        | Stanovník, Těchonín                                                              | Těchonín             | 15,89 |
| Tisová u Vysokého Mýta          | Tisová, Zaháj                                                                    | Tisová               | 10,98 |
| Trpík                           | Trpík                                                                            | Trpík                | 3,58  |
| Třebovice                       | Třebovice                                                                        | Třebovice            | 11,46 |
| Turov                           | Turov                                                                            | Podlesí              | 0,74  |
| Týnišťko                        | Týnišťko                                                                         | Týnišťko             | 4,11  |
| Újezd u Chocně                  | Chloumek, Prochody, Újezd u Chocně                                               | Újezd u Chocně       | 16,35 |
| Ústí nad Orlicí                 | Ústí nad Orlicí                                                                  | Ústí nad Orlicí      | 6,21  |
| Valteřice u Výprachtic          | Valteřice                                                                        | Výprachtice          | 3,17  |
| Vanice                          | Vanice                                                                           | Vysoké Mýto          | 2,1   |
| Velká Morava                    | Velká Morava                                                                     | Dolní Morava         | 21,86 |
| Velká Skrovnice                 | Malá Skrovnice, Velká Skrovnice                                                  | Velká Skrovnice      | 5,75  |
| Verměřovice                     | Verměřovice                                                                      | Verměřovice          | 5,99  |
| Vinary u Vysokého Mýta          | Vinary                                                                           | Vinary               | 3,47  |
| Vlčkovice u Mladkova            | Vlčkovice                                                                        | Mladkov              | 3,01  |
| Voděrady u Českých Heřmanic     | Voděrady                                                                         | Voděrady             | 5,23  |
| Vraclav                         | Sedlec, Svatý Mikuláš, Vraclav                                                   | Vraclav              | 9,74  |
| Vračovice                       | Orlov, Vračovice                                                                 | Vračovice-Orlov      | 2,9   |
| Výprachtice                     | Výprachtice                                                                      | Výprachtice          | 16,79 |
| Vysoké Mýto                     | Choceňské Předměstí, Litomyšlské Předměstí, Pražské Předměstí, Vysoké Mýto-město | Vysoké Mýto          | 27,55 |
| Zádolí u Vysokého Mýta          | Zádolí                                                                           | Zádolí               | 2,18  |
| Záchlumí                        | Záchlumí                                                                         | Záchlumí             | 5,73  |
| Zálší u Chocně                  | Zálší                                                                            | Zálší                | 5,46  |
| Zámrsk                          | Nová Ves, Zámrsk                                                                 | Zámrsk               | 5,43  |
| Zářecká Lhota                   | Zářecká Lhota                                                                    | Zářecká Lhota        | 3,02  |
| Žamberk                         | Žamberk                                                                          | Žamberk              | 16,91 |
| Žampach                         | Hlavná, Žampach                                                                  | Žampach              | 5,56  |
| Žichlínek                       | Žichlínek                                                                        | Žichlínek            | 10,73 |

Celková výměra 1267,16 km2